# Gitarrenmanie

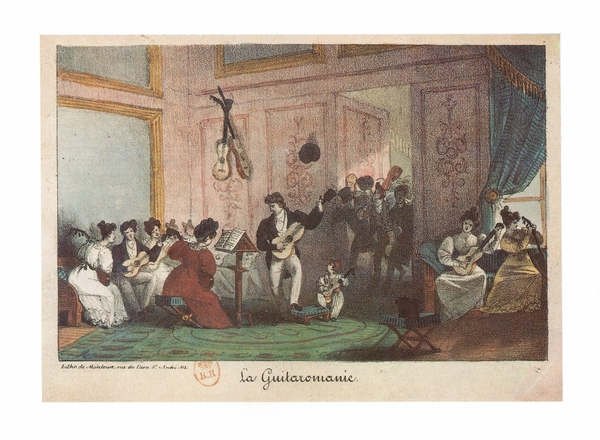
La Guitaromanie

Gitarrenmanie oder Gitarromanie (französisch Guitaromanie; englisch guitarmania) ist ein Begriff für die Bezeichnung einer schier unglaublichen Begeisterung für das Musikinstrument Gitarre, die als Phänomen zu Beginn des 19. Jahrhunderts in den großen europäischen Hauptstädten, insbesondere in Paris, auftauchte.

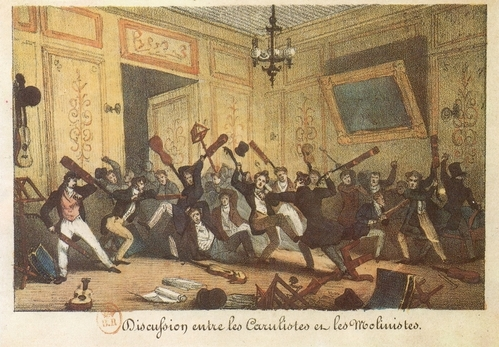
„Diskussion zwischen Carullisten und Molinisten“ – Satirische Darstellung der Kontroverse zwischen den Anhängern verschiedener Anschlagsformen auf der Gitarre (Nagelanschlag versus Kuppenanschlag), d. h. zwischen den Carullisten – den Anhängern der Methode des Neapolitaners Ferdinando Carulli (1770–1841) mit Fingernägeln – und den Molinisten – den Anhängern der Methode des Piemontesers Francesco Molino (1768–1874) ohne Fingernägel (Stich aus La Guitaromanie von Charles de Marescot).

Diese Begeisterung lässt sich vor allem durch das Entstehen eines Publikum des neuen Bürgertums erklären, während gleichzeitig die Reisen virtuoser Komponisten durch den europäischen Kontinent zunahmen.
Viele italienische Gitarristen fanden in Paris, London oder Wien zu Ruhm und Reichtum, wie Ferdinando Carulli, Niccolò Paganini (nicht nur ein Geigenvirtuose, sondern auch auf der Gitarre), Matteo Carcassi, Luigi Legnani und Mauro Giuliani. Sie alle haben ein reiches künstlerisches Schaffen hinterlassen.
Auch Anton Diabelli in Wien, der viele Werke für Klavier und andere Instrumente komponierte, schrieb viel für die Gitarre.
Die spanische Schule ihrerseits setzte sich in Paris mit Dionisio Aguado und vor allem Fernando Sor durch.
Die in dieser Zeit des Reifeprozesses des Musikinstruments Gitarre komponierten Werke werden auch heute noch häufig in Konzerten aufgeführt oder aufgenommen und bilden eine der Grundlagen des klassischen Gitarrenunterrichts, insbesondere der Etüden von Fernando Sor, der Méthode(s) von Ferdinando Carulli.
Am bekanntesten ist wohl La Guitaromanie von Charles de Marescot, der auch die mit Discussion entre les Carulistes et les Molinistes („Diskussion zwischen Carullisten und Molinisten“) untertitelte satirische Darstellung der Kontroverse entstammt.
Verschiedene Publikationen, Kompositionen und Arrangementsammlungen usw. sind mit dem Wort betitelt, darunter eine musikalische Reihe „La Guitaromanie. Musik des 19. Jahrhunderts für und mit Gitarre“, erschienen im Verlag Wilhelm Zimmermann.